# Liste der Baudenkmale in Kirch Jesar
In der Liste der Baudenkmale in Kirch Jesar sind alle Baudenkmale der Gemeinde Kirch Jesar (Landkreis Ludwigslust-Parchim in Mecklenburg-Vorpommern) und ihrer Ortsteile aufgelistet (Stand: Januar 2021).

## Kirch Jesar
| ID | Lage                            | Bezeichnung                 | Beschreibung | Bild                        |
| -- | ------------------------------- | --------------------------- | ------------ | --------------------------- |
|    | Amselweg 2 (Karte)              | Hallenhaus                  |              |                             |
|    | Bauernende (Karte)              | Kirche                      |              | Kirche                      |
|    | Theodor-Körner-Straße (Karte)   | Gefallenendenkmal 1914/1918 |              | Gefallenendenkmal 1914/1918 |
|    | Theodor-Körner-Straße 9 (Karte) | Hallenhaus                  |              |                             |